# UFC 173
UFC 173: Barão vs. Dillashaw è stato un evento di arti marziali miste tenuto dalla Ultimate Fighting Championship il 24 maggio 2014 all'MGM Grand Garden Arena di Las Vegas, Stati Uniti.

## Retroscena
L'incontro principale della serata inizialmente doveva essere la sfida per il titolo dei pesi medi tra il campione in carica Chris Weidman e lo sfidante Vítor Belfort, ma in seguito al veto posto dalla commissione atletica del Nevada sull'utilizzo della terapia sostitutiva con testosterone Belfort diede forfait e venne sostituito dal connazionale Lyoto Machida; in seguito Weidman s'infortunò ed il match titolato venne spostato all'evento UFC 175 e sostituito con la sfida per il titolo dei pesi gallo tra i brasiliani Renan Barão e Raphael Assunção: fu vittima di un infortunio anche Assunção, venendo definitivamente sostituito da T.J. Dillashaw.
Jamie Varner subì la rottura della caviglia sinistra durante il primo round del suo incontro perso contro James Krause.
Il divieto sull'utilizzo della terapia sostitutiva con testosterone venne rispettato anche da parte di Dan Henderson, il quale ne faceva uso da anni.
La sconfitta subita dal campione in carica Renan Barão mise fine ad una striscia di imbattibilità che durava da 33 incontri, al tempo la terza più lunga di sempre dopo quelle di 40 incontri di Travis Fulton e di 37 di Ihor Vovčančyn.

## Risultati
|                                                   | Divisione         |                  |                 |                    | Metodo                                      | Round           | Tempo           | Premio          |
| Card principale                                   | Card principale   | Card principale  | Card principale | Card principale    | Card principale                             | Card principale | Card principale | Card principale |
| ------------------------------------------------- | ----------------- | ---------------- | --------------- | ------------------ | ------------------------------------------- | --------------- | --------------- | --------------- |
| Sfida valida per il titolo di campione indiscusso | Pesi Gallo        | T.J. Dillashaw   | batte           | Renan Barão (c)    | KO Tecnico (pugni)                          | 5               | 2:22            | FOTN + POTN     |
|                                                   | Pesi Mediomassimi | Daniel Cormier   | batte           | Dan Henderson      | Sottomissione (rear naked choke)            | 3               | 3:53            |                 |
|                                                   | Pesi Welter       | Robbie Lawler    | batte           | Jake Ellenberger   | KO Tecnico (ginocchiata e pugni)            | 3               | 3:06            |                 |
|                                                   | Pesi Gallo        | Takeya Mizugaki  | batte           | Francisco Rivera   | Decisione unanime (29-28, 30-27, 30-27)     | 3               | 5:00            |                 |
|                                                   | Pesi Leggeri      | James Krause     | batte           | Jamie Varner       | KO Tecnico (infortunio)                     | 1               | 5:00            |                 |
| Card preliminare                                  |                   |                  |                 |                    |                                             |                 |                 |                 |
|                                                   | Pesi Leggeri      | Michael Chiesa   | batte           | Francisco Trinaldo | Decisione unanime (30-26, 30-26, 30-27)     | 3               | 5:00            |                 |
|                                                   | Pesi Leggeri      | Tony Ferguson    | batte           | Katsunori Kikuno   | KO Tecnico (pugno)                          | 1               | 4:06            |                 |
|                                                   | Pesi Gallo        | Chris Holdsworth | batte           | Chico Camus        | Decisione unanime (30-27, 30-27, 30-27)     | 3               | 5:00            |                 |
|                                                   | Pesi Leggeri      | Mitch Clarke     | batte           | Al Iaquinta        | Sottomissione Tecnica (d'arce choke)        | 2               | 0:57            | POTN            |
|                                                   | Pesi Leggeri      | Vinc Pichel      | batte           | Anthony Njokuani   | Decisione unanime (30-27, 30-27, 29-28)     | 3               | 5:00            |                 |
|                                                   | Pesi Piuma        | Sam Sicilia      | batte           | Aaron Phillips     | Decisione unanime (29-28, 29-28, 30-27)     | 3               | 5:00            |                 |
|                                                   | Pesi Welter       | Jingliang Li     | batte           | David Michaud      | Decisione non unanime (29-28, 28-29, 30-27) | 3               | 5:00            |                 |

## Premi
I lottatori premiati ricevettero un bonus di 50.000 dollari.
Legenda:
- FOTN: Fight of the Night (vengono premiati entrambi gli atleti per il miglior incontro dell'evento)
- POTN: Performance of the Night (viene premiato il vincitore per la migliore performance dell'evento)

## Incontri annullati
|                                                   | Divisione         |                   |        |                  | Motivo                                                                           |
| ------------------------------------------------- | ----------------- | ----------------- | ------ | ---------------- | -------------------------------------------------------------------------------- |
| Sfida valida per il titolo di campione indiscusso | Pesi Medi         | Chris Weidman (c) | contro | Vítor Belfort    | Belfort diede forfait dopo che la commissione del Nevada negò l'utilizzo del TRT |
| Sfida valida per il titolo di campione indiscusso | Pesi Medi         | Chris Weidman (c) | contro | Lyoto Machida    | Weidman infortunato                                                              |
| Sfida valida per il titolo di campione indiscusso | Pesi Gallo        | Renan Barão (c)   | contro | Raphael Assunção | Assunção infortunato                                                             |
|                                                   | Pesi Gallo        | T.J. Dillashaw    | contro | Takeya Mizugaki  | Dillashaw venne scelto per sostituire Raphael Assunção contro Renan Barão        |
|                                                   | Pesi Massimi      | Junior dos Santos | contro | Stipe Miočić     | L'incontro venne posticipato                                                     |
|                                                   | Pesi Mediomassimi | Wanderlei Silva   | contro | Chael Sonnen     | L'incontro venne posticipato                                                     |
|                                                   | Pesi Leggeri      | Yves Edwards      | contro | Piotr Hallman    | L'incontro venne posticipato                                                     |
|                                                   | Pesi Gallo        | Chris Holdsworth  | contro | Kang Kyung-Ho    | Kang infortunato                                                                 |
|                                                   | Pesi Piuma        | Sam Sicilia       | contro | Choi Doo-Ho      | Choi infortunato                                                                 |
|                                                   | Pesi Welter       | Danny Mitchell    | contro | Jingliang Li     | Mitchell infortunato                                                             |